# وداي (إقليم)
إقليم وداي هو إقليم من ضمن 23 إقليم لدولة تشاد، وتقع في الجنوب الشرقي من البلاد، وعاصمتها أبشي. قبل عام 2002 كانت تعرف باسم محافظة وداي ؛ في عام 2008، تم تقسيم الأجزاء الجنوبية وهي (إقليم سيلا و إقليم الجرف الأحمر) ليصبحا إقليم سيلا الجديدة (والتي تُعرف أيضاً بالاسم «دار سيلا»).

## التاريخ

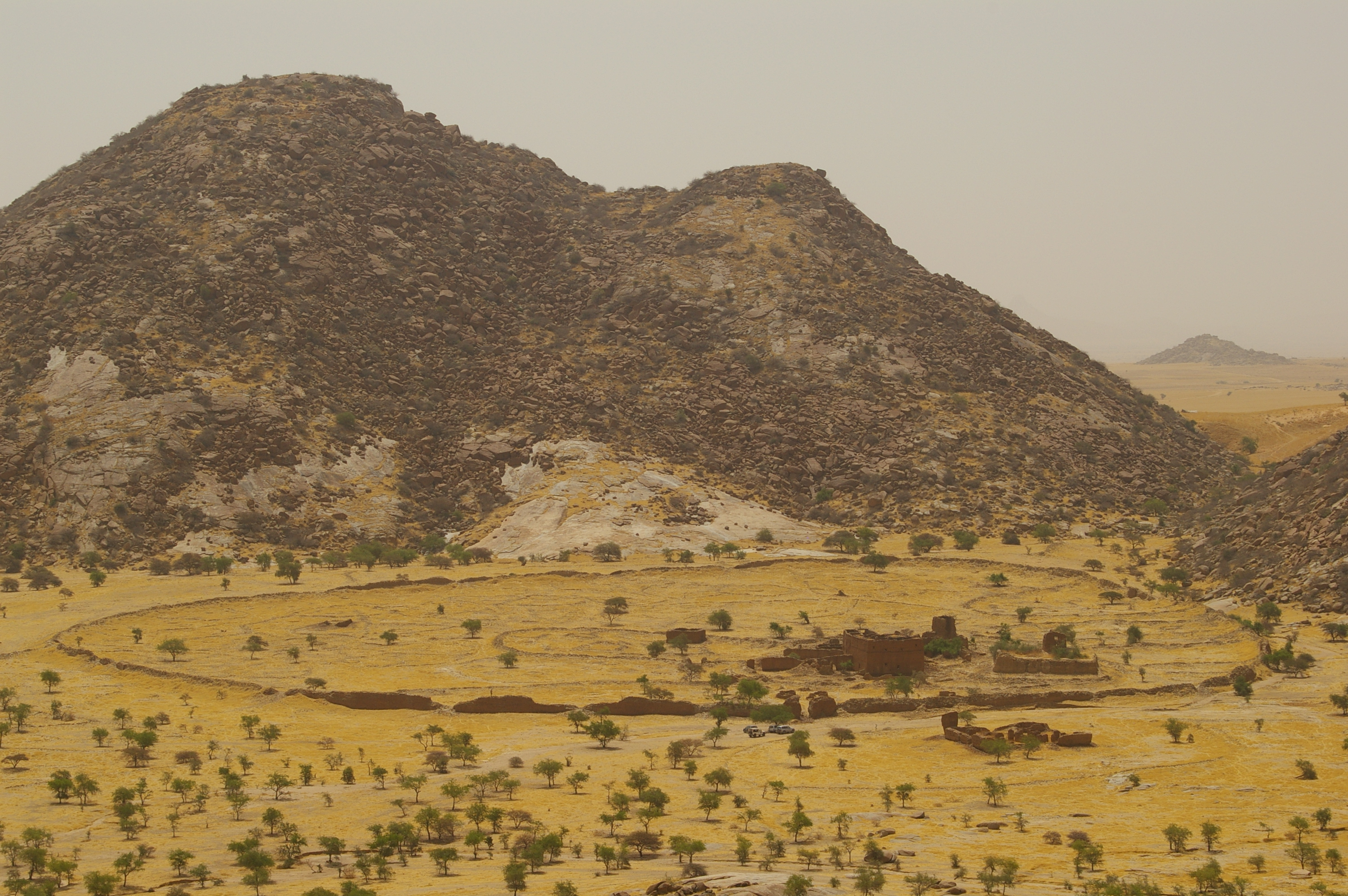
أنقاض وارة

كانت الإقليم معقل سلطنة وداي السابقة، التي كانت موجودة بين أوائل القرن السادس عشر وحتى عام 1911 عندما احتلتها فرنسا في حرب وادي.

## الجغرافيا
يحد الإقليم من الشمال إقليم وادي فيرا، ومن الشرق السودان، ومن الجنوب إقليم سيلا، ومن الغرب إقليم البطحاء. التضاريس بشكل عام عبارة عن سافانا مسطحة، ترتفع قليلاً نحو الشرق حيث تقع مرتفعات وداي.

### التجمعات السكانية
أبشي هي عاصمة الإقليم ورابع أكبر مدينة في تشاد. وتشمل التجمعات السكانية الرئيسية الأخرى عبدي، أدري، أم الحيتان، بورتيل، تشوكويان، حجر حديد، المرفأ، مابرون وتوران.

## السكان
وفقًا للتعداد التشادي لعام 2009، يبلغ عدد سكان الإقليم 721,166. المجموعات العرقية اللغوية الرئيسية هي السنغورية، البقارة (عموما المتحدثين التشادية العربية )، دار سيلا داجو، كاجاكس، كارانجا، كينديجي، مابا، شعب ماراريت، المساليت و سورباكال.

## التقسيمات
منذ عام 2008، ينقسم إقليم واداي إلى ثلاث أقسام :
| قسم    | عاصمة | المحافظات الفرعية                                       |
| ------ | ----- | ------------------------------------------------------- |
| عبدي   | عبدي  | عبدي، أبكر دجومبو، بييري                                |
| أسونغا | أدري  | أدري، هاجر حديد، مابرون، بوروتا، مولو، توران            |
| وارة   | أبيشي | أبيشي، أبوغودم، تشوكويان، بورتايل، عمليونة، غري، المرفأ |